# Colette Darfeuil
Colette Darfeuil, nacida como Emma Henriette Augustine Floquet, (París, 7 de febrero de 1906-Montfort-l'Amaury, 15 de octubre de 1998) fue una actriz francesa.

## Biografía
Fue descubierta en los estudios Gaumont en 1920 cuando acompañaba a un amigo que iba a realizar una prueba para un papel. Pronto recibió papeles protagónicos y también apareció en películas alemanas y españolas, como La bodega.
Durante su carrera protagonizó películas de importantes directores tales como: Abel Gance, Alberto Cavalcanti, Christian-Jaque, Douglas Sirk, Maurice Tourneur o Julien Duvivier. Asimismo trabajó con actores de la talla de Jean Gabin, Annabella, Françoise Rosay, Danielle Darrieux, Fernandel o Pierre Brasseur.
Darfeuil interpretó principalmente papeles de seductora mujer fatal, por ejemplo en "La fin du monde" de Abel Gance en 1931. En 1933 fue compartió elenco con Ivan Mosjoukine en "Casanova" y en 1935 con Anton Walbrook en "Michel Strogoff".
A pesar de su exitosa carrera que abarca más de tres décadas y más de un centenar de filmes, nunca logró un estatus de estrella, y desde 1946, cuando falleció su madre, sus interpretaciones fueron reduciéndose hasta que en 1953, se retiró de forma definitiva.

## Filmografía completa
- Les étrennes à travers les âges (1920)
- L'affaire du courrier de Lyon (1923)
- Le retour à la vie (1923)
- Château historique (1923)
- Quelqu'un dans l'ombre (1924)
- La mujer que hizo justicia (1925)
- L'homme des Baléares (1925)
- Der Mann im Sattel (1925)
- Mi hijo antes que nadie (1926)
- El jefe político  (1926)
- Mots croisés (1926)
- Le navire aveugle (1927)
- Les fiançailles rouges (1927)
- Paris-New York-Paris (1928)
- Sables (1929)
- La roche d'amour (1929)
- El ídolo roto (1929)
- Sa maman (1929)
- Was eine Frau im Frühling träumt (1929)
- Le procureur Hallers (1930)
- Cendrillon de Paris (1930)
- La bodega (1930)
- Marius à Paris (1930)
- Voici dimanche (1930)
- Tropiques (1930)
- Eau, gaz et amour à tous les étages (1930)
- La fin du monde (1931)
- Autour d'une enquête (1931)
- Pour un soir..! (1931)
- Le lit conjugal (1931)
- Y'en a pas deux comme Angélique (1931)
- L'âne de Buridan (1932)
- Baroud (1932)
- Le rosier de Madame Husson (1932)
- Le truc du Brésilien (1932)
- Monsieur de Pourceaugnac (1932)
- Tu m'oublieras (1932)
- Ese sinvergüenza de Morin (1932)
- Colette et son mari (1932)
- Médico improvisado (1932)
- Petite bonne sérieuse (1932)
- Tout pour l'amour (1933)
- Noches de gran ciudad (1933)
- Le martyre de l'obèse (1933)
- Cette nuit-là (1933)
- Cock-tail de besos (1933)
- Le béguin de la garnison (1933)
- Feu Toupinel (1933)
- Si tu vois mon oncle (1933)
- Casanova (1934)
- El rey de los Campos Elíseos (1934)
- Les bleus de la marine (1934)
- Mon coeur t'appelle (1934)
- Le chéri de sa concierge (1934)
- La maison dans la dune (1934)
- Minuit... place Pigalle (1934)
- Mam'zelle Spahi (1934)
- Trois balles dans la peau (1934)
- Mes bretelles (1934)
- J'épouserai mon mari (1934)
- L'espionne du palace (1934)
- Nous marions Solange (1934)
- Bébé est un amour (1934)
- Un bout d'essai (1934)
- La vierge du rocher (1935)
- La caserne en folie (1935)
- Jonny, haute-couture (1935)
- Et moi, j'te dis qu'elle t'a fait de l'oeil (1935)
- Touche-à-Tout (1935)
- Escale (1935)
- Cinquième au-d'ssus (1935)
- Jacqueline fait du cinéma (1935)
- Michel Strogoff (1936)
- Prends la route (1936)
- Tout va très bien madame la marquise (1936)
- L'école des journalistes (1936)
- Prête-moi ta femme (1936)
- La course à la vertu (1936)
- La flamme (1936)
- La petite dame du wagon-lit (1936)
- J'arrose mes galons (1936)
- Le train d'amour (1936)
- Une gueule en or (1936)
- La chanson du souvenir (1937)
- Franco de port (1937)
- Monsieur Bégonia (1937)
- Gigolette (1937)
- L'empreinte rouge (1937)
- La belle de Montparnasse (1937)
- La treizième enquête de Grey (1937)
- Bossemans et Coppenolle (1938)
- L'avion de minuit (1938)
- Cargamento siniestro (1938)
- El zar loco (1938)
- Un soir à Marseille (1938)
- Tamara la complaisante (1938)
- Firmin, le muet de Saint-Pataclet (1938)
- Trois dans un moulin (1938)
- Prince de mon coeur (1938)
- Quartier sans soleil (1939)
- L'amore si fa così (1939)
- Cas de conscience (1939)
- L'esprit de Sidi-Brahim (1939)
- Le club des soupirants (1941)
- Fuerzas ocultas (1943)
- Untel père et fils (1943)
- L'escalier sans fin (1943)
- Les malheurs de Sophie (1946)
- Ploum, ploum, tra-la-la (1947)
- Les souvenirs ne sont pas à vendre (1948)
- Les vagabonds du rêve (1949)
- Le furet (1950)
- Menace de mort (1950)
- Bibi Fricotin (1951)
- Le costaud des Batignolles (1952)
- La fille au fouet (1952)
- Cet âge est sans pitié (1952)
- Das Geheimnis vom Bergsee (1953)